# Little League World Series 2006
Koordinaten: 41° 13′ 45″ N, 77° 0′ 2″ W
Die Little League World Series 2006 war die 60. Austragung der Little League Baseball World Series, einem internationalen Baseballturnier für Knaben zwischen 11 und 12 Jahren. Gespielt wurde wie jedes Jahr in South Williamsport, Pennsylvania.

## Teilnehmer
Die 16 Teams spielen in vier Gruppen zu je vier Mannschaften Jeder gegen Jeden. Die beiden besten Mannschaften spielen dann in Ausscheidungsspielen um den Titel.
| Gruppe A                                      | Gruppe B                                    | Gruppe C                              | Gruppe D                                            |
| --------------------------------------------- | ------------------------------------------- | ------------------------------------- | --------------------------------------------------- |
| Staten Island, New York Region Mittelatlantik | Portsmouth, New Hampshire Region Neuengland | Saipan, Nördliche Marianen Pazifik    | Matamoros, Tamaulipas Mexiko                        |
| Lemont, Illinois Region Große Seen            | Beaverton, Oregon Region Nordwest           | Barquisimeto, Venezuela Lateinamerika | Kawaguchi, Japan Asien                              |
| Phoenix, Arizona Region West                  | Columbia, Missouri Region Mittlerer Westen  | Surrey, British Columbia Kanada       | Moskau, Russland Europa, Mittlerer Osten und Afrika |
| Columbus, Georgia Region Südost               | Lake Charles, Louisiana Region Südwest      | Dhahran, Saudi-Arabien Transatlantik  | Willemstad, Niederländische Antillen Karibik        |

## Ergebnisse
Die acht US-amerikanischen und die acht internationalen Teams wurden in zwei Gruppen aufgeteilt. Jeder spielte gegen jeden in seiner Gruppe. Die ersten Beiden zogen in die Meisterschaftsrunde ein und spielten gegen die jeweils andere Gruppe ihrer Region einen Sieger aus. Der Sieger der US-amerikanischen Finales und des internationalen Finales spielten dann in der Weltmeisterschaft gegeneinander um den Titel.

### Vereinigte Staaten

#### Gruppe A
| Platz | Region         | W | L | %     |
| ----- | -------------- | - | - | ----- |
| 1.    | Große Seen     | 2 | 1 | 0.667 |
| 2.    | Südost         | 2 | 1 | 0.667 |
| 3.    | West           | 2 | 1 | 0.667 |
| 4.    | Mittelatlantik | 0 | 3 | 0.000 |

- Große Seen erzielte den ersten Rang auf Grund des besseren Verhältnisses der erlaubten Runs. Südost erhielt den zweiten Rang auf Grund der Direktbegegnung mit West.

| Datum      | Zeit  | Stadion           | Begegnung      | Begegnung | Begegnung      | Ergebnis |
| ---------- | ----- | ----------------- | -------------- | --------- | -------------- | -------- |
| 19. August | 13:00 | Lamade Stadium    | Mittelatlantik | –         | Südost         | 2:3 (7)  |
| 19. August | 15:00 | Volunteer Stadium | West           | –         | Große Seen     | 1:0      |
| 20. August | 13:00 | Lamade Stadium    | Südost         | –         | West           | 4:1      |
| 20. August | 20:00 | Lamade Stadium    | Mittelatlantik | –         | Große Seen     | 0:1      |
| 22. August | 15:00 | Lamade Stadium    | West           | –         | Mittelatlantik | 4:1      |
| 22. August | 20:00 | Lamade Stadium    | Südost         | –         | Große Seen     | 0:2      |

#### Gruppe B
| Platz | Region           | W | L | %     |
| ----- | ---------------- | - | - | ----- |
| 1.    | Neuengland       | 2 | 1 | 0.667 |
| 2.    | Nordwest         | 2 | 1 | 0.667 |
| 3.    | Südwest          | 1 | 2 | 0.333 |
| 4.    | Mittlerer Westen | 1 | 2 | 0.333 |

- Neuengland erzielte den zweiten Rang auf Grund der Direktbegegnung mit Nordwest.

| Datum      | Zeit  | Stadion           | Begegnung  | Begegnung | Begegnung        | Ergebnis |
| ---------- | ----- | ----------------- | ---------- | --------- | ---------------- | -------- |
| 18. August | 16:00 | Lamade Stadium    | Neuengland | –         | Nordwest         | 6:1      |
| 18. August | 20:00 | Lamade Stadium    | Südwest    | –         | Mittlerer Westen | 1:0 (9)  |
| 20. August | 12:00 | Volunteer Stadium | Neuengland | –         | Mittlerer Westen | 5:14     |
| 20. August | 15:00 | Volunteer Stadium | Südwest    | –         | Nordwest         | 1:9      |
| 21. August | 15:00 | Lamade Stadium    | Südwest    | –         | Neuengland       | 0:5      |
| 21. August | 20:00 | Lamade Stadium    | Nordwest   | –         | Mittlerer Westen | 2:1      |

### International

#### Gruppe C
| Platz | Region        | W | L | %     |
| ----- | ------------- | - | - | ----- |
| 1.    | Lateinamerika | 3 | 0 | 1.000 |
| 2.    | Transatlantik | 2 | 1 | 0.667 |
| 3.    | Kanada        | 1 | 2 | 0.333 |
| 4.    | Pazifik       | 0 | 3 | 0.000 |

| Datum        | Zeit  | Stadion           | Begegnung     | Begegnung | Begegnung     | Ergebnis |
| ------------ | ----- | ----------------- | ------------- | --------- | ------------- | -------- |
| 18. August   | 18:00 | Volunteer Stadium | Transatlantik | –         | Kanada        | 5:0      |
| 19. August 1 | 18:00 | Volunteer Stadium | Pazifik       | –         | Lateinamerika | 0:1 (8)  |
| 20. August   | 19:00 | Lamade Stadium    | Pazifik       | –         | Transatlantik | 1:9      |
| 21. August   | 18:00 | Volunteer Stadium | Kanada        | –         | Lateinamerika | 2:3      |
| 22. August   | 13:00 | Volunteer Stadium | Kanada        | –         | Pazifik       | 2:1      |
| 22. August   | 18:00 | Volunteer Stadium | Transatlantik | –         | Lateinamerika | 0:1 (8)  |

1 Das Spiel Pazifik gegen Lateinamerika wurde am 19. August im 8. Inning wegen Regens abgebrochen und am 21. August beendet.

#### Gruppe D
| Platz | Region  | W | L | %     |
| ----- | ------- | - | - | ----- |
| 1.    | Asien   | 3 | 0 | 1.000 |
| 2.    | Mexiko  | 2 | 1 | 0.667 |
| 3.    | Karibik | 1 | 2 | 0.333 |
| 4.    | EMEA    | 0 | 3 | 0.000 |

| Datum      | Zeit  | Stadion           | Begegnung | Begegnung | Begegnung | Ergebnis |
| ---------- | ----- | ----------------- | --------- | --------- | --------- | -------- |
| 19. August | 11:00 | Lamade Stadium    | EMEA      | –         | Asien     | 0:11 (5) |
| 19. August | 16:00 | Lamade Stadium    | Karibik   | –         | Mexiko    | 2:3      |
| 20. August | 19:00 | Volunteer Stadium | EMEA      | –         | Mexiko    | 1:11 (5) |
| 21. August | 11:00 | Lamade Stadium    | EMEA      | –         | Karibik   | 0:8      |
| 21. August | 13:00 | Volunteer Stadium | Asien     | –         | Mexiko    | 6:1      |
| 22. August | 11:00 | Lamade Stadium    | Asien     | –         | Karibik   | 7:2      |

### Meisterschaftsspiele
|  | Halbfinale                      | Halbfinale                      |                                 |                                 | US und Intern. Finale           | US und Intern. Finale |  |  | Weltmeisterschaft     | Weltmeisterschaft     |
|  |                                 |                                 |                                 |                                 |                                 |                       |  |  |                       |                       |
|  | 23. August 15:00 Lamade Stadium |                                 |                                 |                                 |                                 |                       |  |  |                       |                       |
|  | D2 Mexiko (4)                   | 11                              |                                 |                                 |                                 |                       |  |  |                       |                       |
|  | D2 Mexiko (4)                   | 11                              | 26. August 19:30 Lamade Stadium |                                 |                                 |                       |  |  |                       |                       |
|  | C1 Lateinamerika                | 0                               |                                 |                                 |                                 |                       |  |  |                       |                       |
|  | C1 Lateinamerika                | 0                               | Mexiko                          | 0                               |                                 |                       |  |  |                       |                       |
|  |                                 |                                 | Mexiko                          | 0                               |                                 |                       |  |  |                       |                       |
|  |                                 | Asien                           | 3                               |                                 |                                 |                       |  |  |                       |                       |
|  | C2 Transatlantik                | Asien                           | 3                               | 4                               |                                 |                       |  |  |                       |                       |
|  | C2 Transatlantik                |                                 |                                 | 4                               |                                 |                       |  |  |                       |                       |
|  | D1 Asien                        | 4                               |                                 | 27. August 15:30 Lamade Stadium | 27. August 15:30 Lamade Stadium |                       |  |  |                       |                       |
|  | 24. August 15:00 Lamade Stadium | 24. August 15:00 Lamade Stadium | Asien                           | 1                               |                                 |                       |  |  |                       |                       |
|  | 23. August 19:30 Lamade Stadium | 23. August 19:30 Lamade Stadium |                                 | Südost                          | 2                               |                       |  |  |                       |                       |
|  | B2 Nordwest                     | 4                               |                                 |                                 |                                 |                       |  |  |                       |                       |
|  | A1 Große Seen                   | 3                               |                                 |                                 |                                 |                       |  |  |                       |                       |
|  | A1 Große Seen                   | 3                               | Nordwest                        | 3                               |                                 |                       |  |  |                       |                       |
|  |                                 |                                 | Nordwest                        | 3                               | Trostspiel                      |                       |  |  |                       |                       |
|  |                                 | Südost                          | 7                               |                                 |                                 |                       |  |  |                       |                       |
|  | A2 Südost                       | Südost                          | 7                               | 8                               | Mexiko                          | −                     |  |  |                       |                       |
|  | A2 Südost                       | 26. August 15:30 Lamade Stadium |                                 | 8                               | Mexiko                          | −                     |  |  |                       |                       |
|  | B1 Neuengland                   | 0                               |                                 | Nordwest                        | −                               |                       |  |  |                       |                       |
|  | B1 Neuengland                   | 0                               |                                 |                                 | −                               |                       |  |  |                       |                       |
|  | 24. August 19:30 Lamade Stadium | 24. August 19:30 Lamade Stadium |                                 |                                 |                                 |                       |  |  | Wegen Regens abgesagt | Wegen Regens abgesagt |

## Weblink
- Offizielle Webseite der Little League World Series 2006